# Arum dioscoridis
Arum dioscoridis är en kallaväxtart som beskrevs av James Edward Smith. Arum dioscoridis ingår i Munkhättesläktet och i familjen kallaväxter.

## Underarter
Arten delas in i följande underarter:
- A. d. cyprium
- A. d. dioscoridis
- A. d. philistaeum
- A. d. syriacum

## Bildgalleri

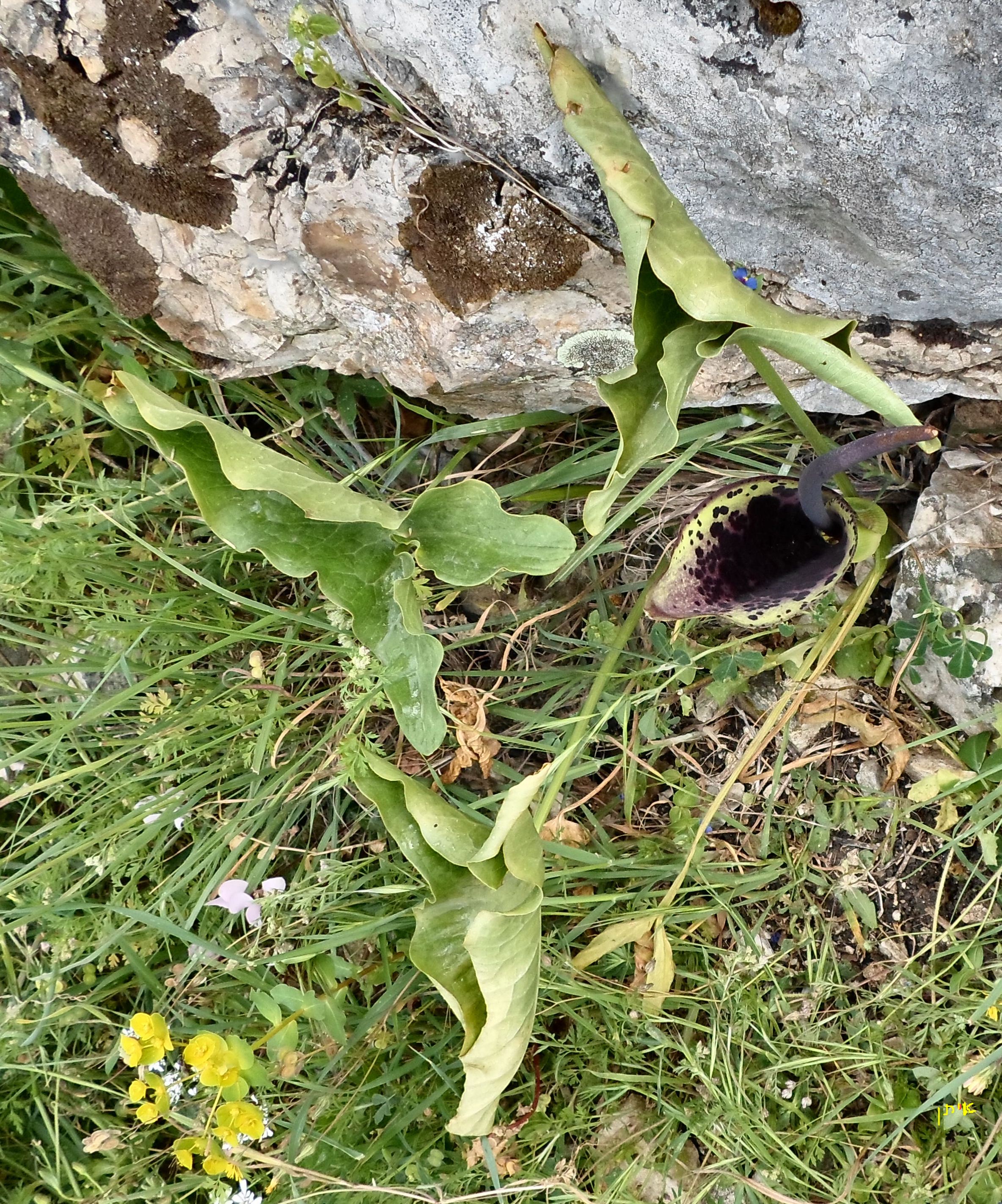